# 沙漏

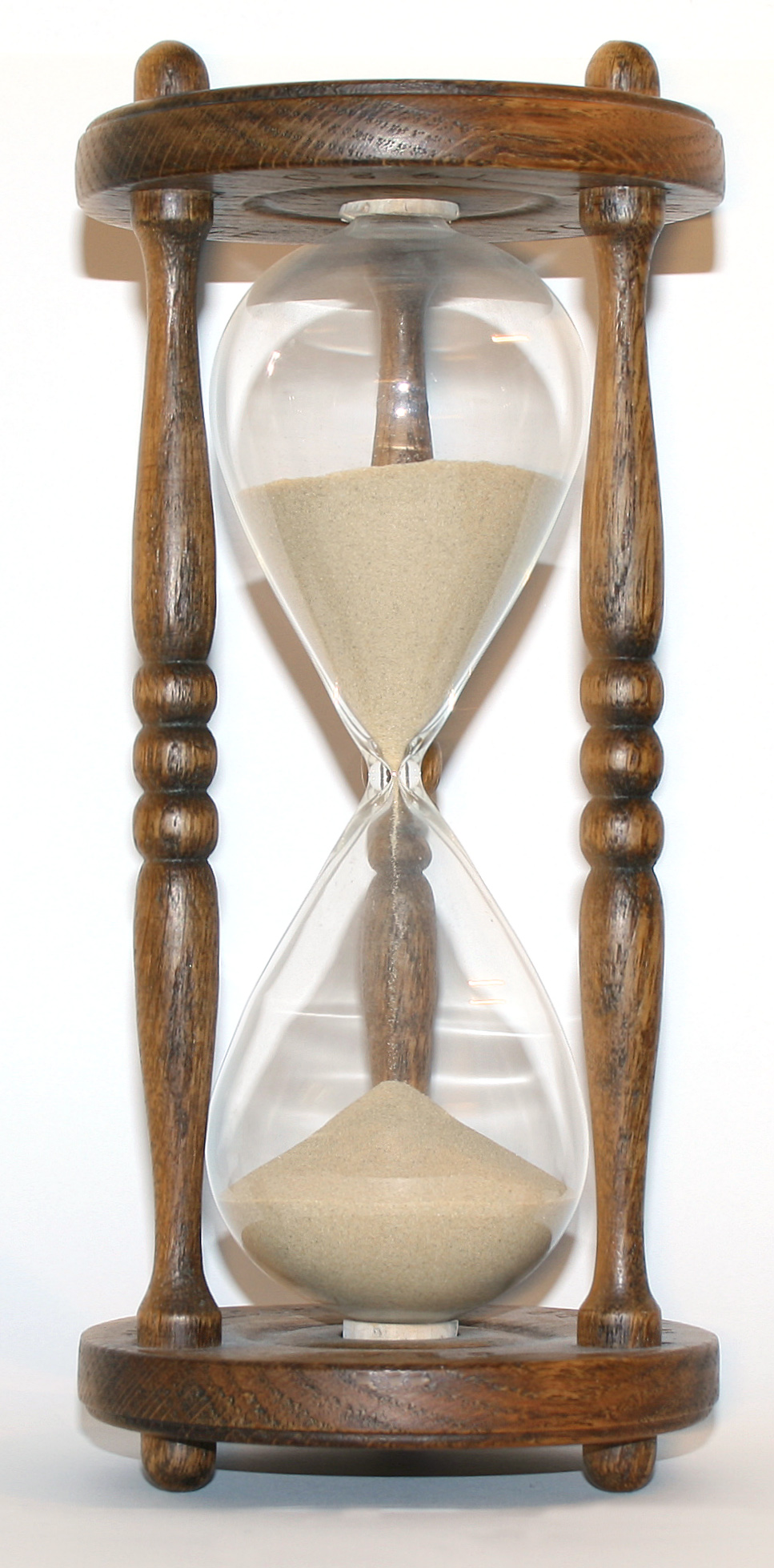
沙漏

沙漏是一種計時儀器，又有沙鐘、沙壺等別稱。沙漏通常由兩個連在一起的流沙池組合而成，而內裏則視乎計算的時間密封裝有一定的流沙。

## 流沙池
形狀各有不同，最傳統及普遍的是漏斗形（大概和半個球體狀相似，但稍尖），球中央開一孔，連接另一流沙池，另一邊則由木板蓋著。其餘則五花八門，如三角形、四角形、五角形、柱形……不規則形皆有，而且兩個流沙池可有不同的外形。目前最常見的質料是玻璃。

## 流沙
粗沙、幼沙、細沙甚至小石子也可作流沙，只要能夠在兩流沙池內互相流動就可作流沙，流速快慢不拘。

## 歷史

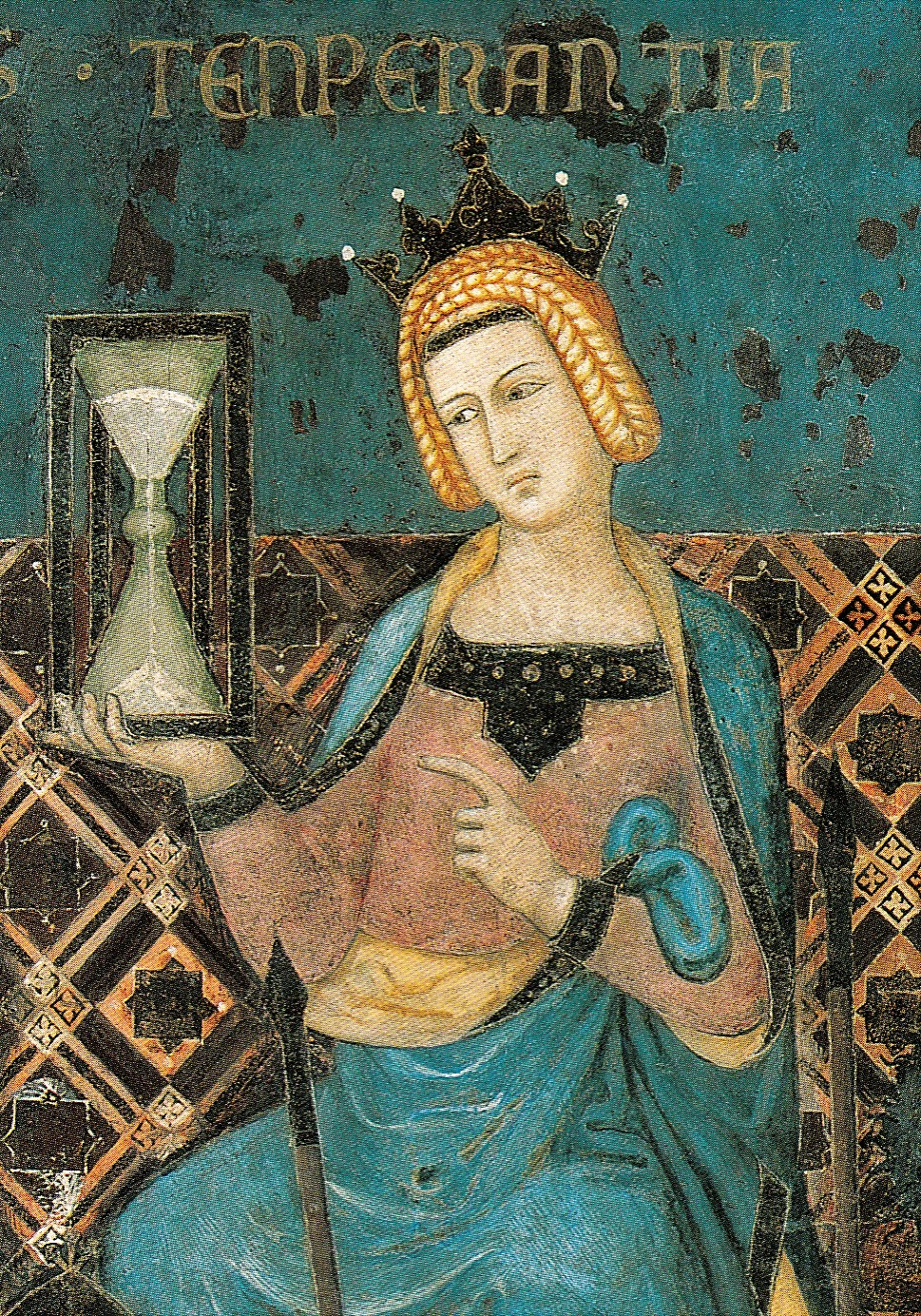
安布罗乔洛伦采蒂的作品： Allegory of Good Government, 1338年

### 發展流程
沙漏最早被發現於中國、希臘、義大利等地，被使用於航海，澳洲國會使用沙漏作為會議議程計時之用。
計時儀器的發展：
- 日晷 → 水鐘、香印[1] → 沙鐘 → 機械鐘。

前三種是古代所用的，機械鐘現已廣泛被人們採用，成為人們生活中不可缺少的一份。
沙漏正是停在沙鐘這一階段。沙漏是由漏刻（水鐘）演變而成的。

### 漏刻
漏刻同樣是一計時儀器。中國古代時，人們發現瓷器內的水會由裂縫中有規律地漏出來。於是便研製了漏刻出來，在一個留有小孔的漏壺內注入水（或水銀）後，水會一滴一滴地漏進另一容器 - 箭壺中。在箭壺蓋開一小洞，再插一箭桿，箭桿上刻上時間，再用一浮木把箭桿托起便能知道大體時間了。
後來，人們知道壺內水越多，流速越快，水越少，流速越慢，會影響計時的精確度，於是在壺上再加一漏壺，水一流走，馬上補充水份，計算時間得以準確。
据梁代《漏刻经》记载:“漏刻之作，盖肇于轩辕之日，宣乎夏商之代”。这说明，早在公元前三、四千年的父系氏族公社时期，中华大地就已经出现了漏刻。

### 沙漏
漏刻有一壞處，在氣候寒冷時壺內水份會變冷甚致結冰，以致流速極慢或不流，但用水銀又過於昂貴，因而改用沙代替水，並將之簡化，稱之為「沙漏」。

## 運作原理
流沙由一個流沙池流到另一個流沙池，直至流光，因為內裏是密封的，所以流完的時間每次都會相同，流沙池上繪有刻度，從而得知時間。同樣可控制流沙量而獲得不同時間。每一邊流完後都可倒轉，再次使用。

## 用處
- 計算時間。

沙漏

- 有欣賞和商業價值，經包裝的沙漏款式新穎，常被用作裝飾品。
- 葡萄牙探險家斐迪南·麥哲倫的航行中，他就在他的每一艘船上放置18個沙漏，用以計算時間及紀錄日誌。

## 相关链接
- 漏尽通
- 日晷